# Belisjka reka (vattendrag i Bulgarien, Plovdiv)
Belisjka reka (bulgariska: Белишка река) är ett vattendrag i Bulgarien.   Det ligger i regionen Plovdiv, i den centrala delen av landet, 160 kilometer sydost om huvudstaden Sofia.
I omgivningarna runt Belisjka reka växer i huvudsak blandskog. Runt Belisjka reka är det glesbefolkat, med 14 invånare per kvadratkilometer.